# Xã Coventry, Quận Summit, Ohio
Xã Coventry (tiếng Anh: Coventry Township) là một xã thuộc quận Summit, tiểu bang Ohio, Hoa Kỳ. Năm 2010, dân số của xã này là 10.945 người.